# Liste des lieux patrimoniaux des comtés unis de Stormont, Dundas et Glengarry
Cet article recense les lieux patrimoniaux des comtés unis de Stormont, Dundas et Glengarry inscrits au répertoire des lieux patrimoniaux du Canada, qu'ils soient de niveau provincial, fédéral ou municipal.

## Liste
- Haut – A
- B
- C
- D
- E
- F
- G
- H
- I
- J
- K
- L
- M
- N
- O
- P
- Q
- R
- S
- T
- U
- V
- W
- X
- Y
- Z

| [ 1 ] | Lieu patrimonial                          | Illustration                              | Municipalité    | Adresse                             | Coordonnées      | No    | Constr. | Prot.                                | Rec. | Notes |
| ----- | ----------------------------------------- | ----------------------------------------- | --------------- | ----------------------------------- | ---------------- | ----- | ------- | ------------------------------------ | ---- | ----- |
| F     | Maison Glengarry                          | Téléverser                                | Cornwall        |                                     | 45.0394 -74.6192 | 13373 | 1792    | LHN                                  | 1921 |       |
| F     | Maison Inverarden                         | Téléverser                                | Cornwall        | Montreal Road                       | 45.0313 -74.671  | 7444  | 1823    | LHN                                  | 1968 |       |
| F     | Maison Inverarden                         | Maison Inverarden                         | Cornwall        | Montreal Road                       | 45.0315 -74.6685 | 9488  | 1816    | ÉFP classé                           | 1995 |       |
| F     | Manège militaire de Cornwall              | Manège militaire de Cornwall              | Cornwall        | 505 4th Street East                 | 45.0253 -74.7191 | 11228 | 1939    | ÉFP reconnu                          | 1996 |       |
| F     | VIA Rail/Canadien National, gare de       | VIA Rail/Canadien National, gare de       | Glengarry Nord  | 27, McDougall Street                | 45.318 -74.64    | 4620  | 1917    | GFP                                  | 1994 |       |
| F     | Bataille de la ferme Crysler              | Bataille de la ferme Crysler              | South Dundas    |                                     | 44.9419 -75.0701 | 15771 |         | LHN                                  | 1920 |       |
| P     | Bethune Thompson Workers' Cottage         | Téléverser                                | South Glengarry | 19730, John Street (County Road 17) | 45.144 -74.5756  | 9957  |         | Ontario Heritage Foundation Easement | 1987 |       |
| F     | Maison Bethune-Thompson / maison White    | Maison Bethune-Thompson / maison White    | South Glengarry | 19730, John Street                  | 45.1465 -74.5841 | 4121  | 1805    | LHN                                  | 1966 |       |
| F     | Maison de Sir-John-Johnson                | Maison de Sir-John-Johnson                | South Glengarry |                                     | 45.145 -74.5795  | 7866  | 1792    | LHN                                  | 1961 |       |
| F     | Maison de Sir-John-Johnson                | Maison de Sir-John-Johnson                | South Glengarry |                                     | 45.1451 -74.5789 | 16922 | 1850    | ÉFP reconnu                          | 1989 |       |
| F     | Ruines de l'église catholique St. Raphael | Ruines de l'église catholique St. Raphael | South Glengarry | 20000 King's Road (County Road 18)  | 45.2139 -74.5937 | 14123 | 1821    | LHN                                  | 1997 |       |